# Jan Noorduijn
Jan Noorduijn (Nijmegen, 30 augustus 1889 - Saint-Jean-Cap-Ferrat, 16 februari 1957) was een Nederlands voetballer en directeur van Shell Curaçao.

## Clubvoetbal
Noorduijn begon met voetballen bij Quick Nijmegen. Nadat zijn ouders naar Rotterdam waren verhuisd speelde hij vanaf 1907/1908 in het eerste elftal van de toenmalige sterke tweedeklasser Achilles uit Rotterdam. Na twee maal de promotie naar de eerste klasse te hebben gemist maakte Noorduijn in 1909 de overstap naar het Dordtse DFC waar hij voor het eerst op het hoogste niveau uitkwam. Na een jaar bij DFC gespeeld te hebben kwam Noorduijn vanaf de zomer van 1910 uit voor toenmalig landskampioen HVV uit Den Haag.

## Vertegenwoordigend voetbal
In 1914 speelde Noorduijn vier wedstrijden in het Nederlands voetbalelftal.

## Privéleven
Noorduijn werd op vrijdag 30 augustus te Nijmegen geboren als zoon van bankdirecteur Arnoldus Noorduijn (Nijmegen, 17 april 1855) en Johanna Elisabeth Reijers (Arnhem, 19 juli 1862). Zijn ouders waren getrouwd te Arnhem op 24 april 1884 Hij was de middelste van drie kinderen. Hij had een oudere broer, Arnoldus, geboren op 25 maart 1885, en een jongere zus, Johanna Lucretia Geertruida, geboren op 4 februari 1891. In augustus 1901 verhuisde het gezin naar Rotterdam, alwaar vader Noorduijn koopman in grind werd. Noorduijn vertrok op 26 januari 1909 naar Delft alwaar hij aan de Technische Universiteit ging studeren. Noorduijn is op 26 februari 1921 in het Roemeense Constanța gehuwd met Violet Serena Keith. Hij werd op 23 februari 1957 gecremeerd in het Crematorium Velsen te Driehuis. Zijn vrouw, een gekend pianiste, overleed op 6 mei 1986 op 85-jarige leeftijd te Saint-Jean-Cap-Ferrat te Frankrijk.

## Maatschappelijk
Na zijn studie ging Noorduijn bij de Bataafse Petroleum Maatschappij werken waarvoor hij onder meer in Roemenië bij Astra werkzaam was als in Californië in de Verenigde Staten. In 1924 werd hij chef van de raffinaderij op Curaçao. In 1936 verliet hij Curaçao voor de eerste maal voor een andere functie binnen de Bataafsche.
Noorduijn was vanaf 1939 jarenlang directeur van Shell Curaçao (CPIM en CSM) met een groot oog voor de sociale noden van de werknemers. Op 1 april 1948 ging hij met pensioen. Te zijner ere werd bij zijn afscheid in Willemstad een weg naar hem vernoemd. Aan de Jan Noorduynweg huist tegenwoordig onder andere de Universiteit van Curaçao. Ter gelegenheid van zijn pensionering werd Noorduijn bij Koninklijk Besluit benoemd tot Commandeur in de Orde van Oranje Nassau. Zijn vrouw werd benoemd tot Ridder in de orde van Oranje Nassau Zij vestigden zich hierna in Zuid-Frankrijk waar hij in 1957 overleed.